# Río Aluminé
Le río Aluminé est une abondante rivière d'Argentine, dans la province de Neuquén, dans la région andine de la Patagonie. Elle est l'émissaire du splendide lac Aluminé.

## Description de son cours
Après sa sortie du lac Aluminé, la rivière coule d'abord vers l'est sur une courte distance, y formant de nombreux rapides. Rapidement cependant, elle s'oriente vers le sud, longeant ainsi le rebord de la cordillère des Andes et reçoit sur sa droite l'émissaire du lac Ñorquinco. Elle arrive peu après à la ville d'Aluminé, qu'elle ne fait que longer du côté occidental. La rivière reçoit du côté droit ou occidental de nombreux affluents bien alimentés par les précipitations andines et la fonte des neiges.
En fin de parcours, le río Aluminé joint ses eaux à celles de l'important río Chimehuin, émissaire du lac Huechulafquen et forme avec ce dernier le río Collón Curá. Ce dernier va constituer l'affluent majeur du río Limay, branche-mère du fleuve río Negro qui débouchera dans l'Atlantique.

## Affluents
La rivière reçoit du côté droit (ouest) de nombreux affluents généralement bien alimentés par les précipitations andines et la fonte des neiges. Parmi eux :
- le río Polcahue, émissaire du lac Polcahue
- le río Pulmari, émissaire du lac Pilhue, du lac Ñorquinco, du lac Nompehuen et du lac Pulmari
- le río Rucachoroi, émissaire du lac Rucachoroi
- le río Quillén, émissaire du lac Quillén et du lac Hui Hui
- le río Malleo, émissaire du lac Tromen

## Navigation sportive
Le río Aluminé, dans son cours supérieur, présente des rapides de degré quatre (cinq étant le maximum possible pour la navigation en eaux vives). 
Depuis plusieurs années se dispute entre les mois d'octobre et de décembre le Campeonato de kayakismo en Aguas Blancas (Championnat de Kayak en eaux vives), date utile pour les enthousiastes de canoë-kayak.
Entre janvier et février se déroule à Aluminé le Campeonato de Rafting categoría Turista (Championnat de rafting catégorie touriste), auquel peuvent participer tous ceux qui passent par la localité ou dans la région. 